# Salix floderusii
Salix floderusii là một loài thực vật có hoa trong họ Liễu. Loài này được Nakai miêu tả khoa học đầu tiên năm 1930.